# Hinrik Paternostermaker
Hinrik Paternostermaker (auch: Hinrich Paternostermaker; geboren zwischen 1330 und 1337 in Lübeck; gestorben 1384 ebenda) war im 14. Jahrhundert ein Lübecker Aufständischer in der Hansezeit.

## Leben
Hinrik Paternostermaker stammte aus einer angesehenen Lübecker Familie. Er war der Sohn von Johann Paternostermaker, der zunächst Handwerker und später Kaufmann war. Von ihm erbte er drei Häuser in der Braunstraße. Anders als der Name vermuten lässt und obwohl er den Knochenhaueraufstand anführte, war Hinrik weder Paternostermacher noch Knochenhauer, sondern ein Kaufmann.

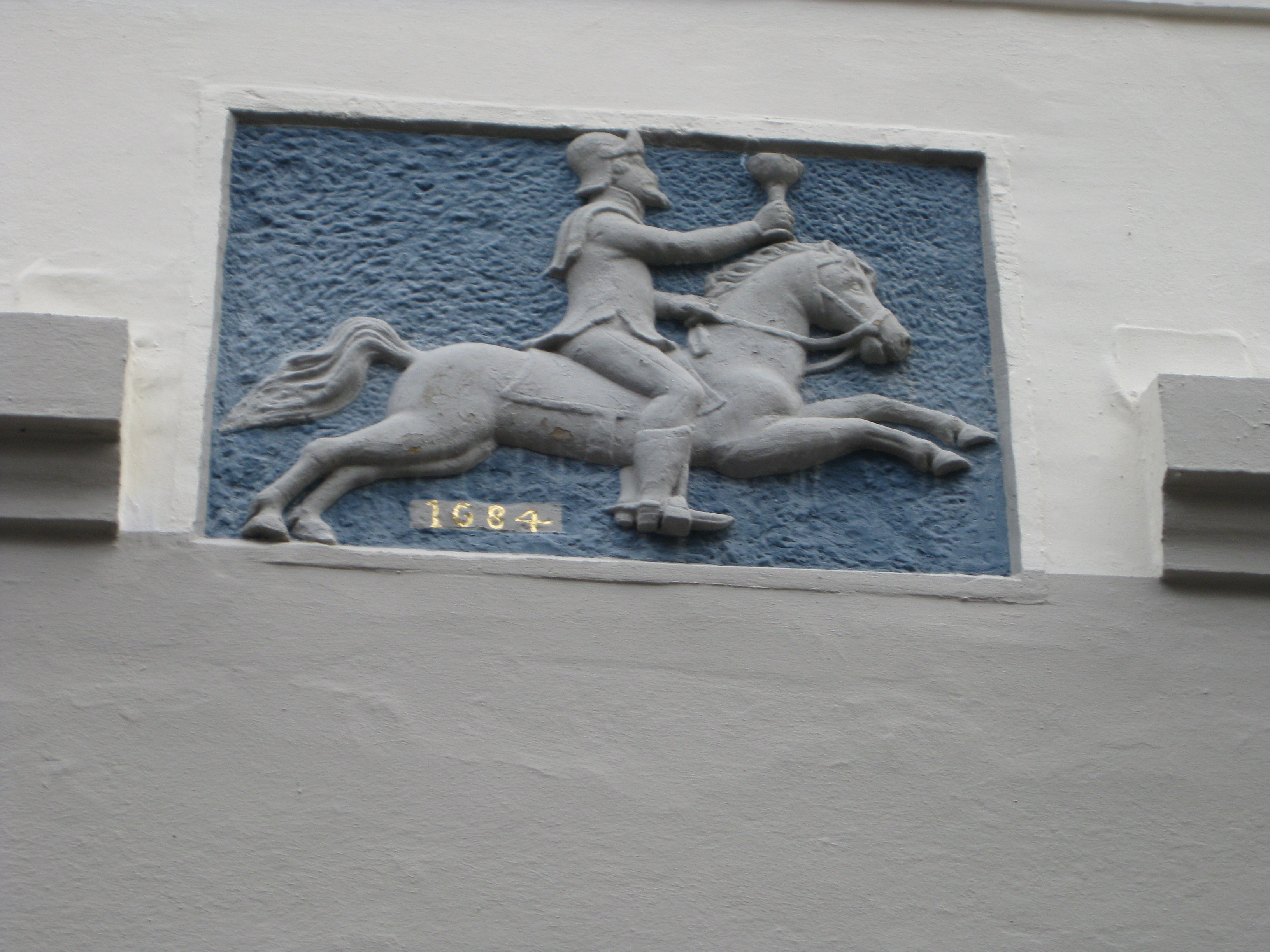
Reiterrelief zur Erinnerung an die Knochenhaueraufstände in Lübeck

Paternostermaker war wirtschaftlich erfolglos, wurde von persönlichen Motiven geleitet und war mit der örtlichen Zunft der Knochenhauer eng verbunden. Bürgerliche Unruhen erschütterten in dieser Zeit Lübeck. Von 1380 bis 1384 plante Paternostermaker als Führer der Knochenhauer den Sturz des Lübecker Stadtrats. Die Verschwörung unter seiner Leitung wurde verraten und blutig niedergeschlagen. An den Verräter erinnert ein Relief an einem Gebäude in der Königstraße, das einen Reiter darstellt. Von den 47 Aufständischen wurden 18 hingerichtet. 
In eine unruhige Zeit nach den kostenreichen Kriegen mit Dänemark und nach dem Frieden von Stralsund 1370 weisen die Namen Godeke und Detmer Wittenborg, Knochenhauer, die maßgeblich mit dem Anführer, Hinrik Paternostermaker, an dem Aufstand von 1384 beteiligt waren. Nach Deecke in Die Hochverräter zu Lübeck 1384 flohen sie nach dem missglückten Aufstand aus der Stadt. Ihr Grundbesitz und Vermögen wurden vom Rat eingezogen.